# Paranoia
Paranoia (von altgriechisch parà „neben“, und noûs „Verstand“; wörtlich etwa „wider den Verstand, verrückt, wahnsinnig“) bezeichnet im engeren Sinne eine psychische Störung, in deren Mittelpunkt Wahnbildungen stehen; häufiger wird das Adjektiv paranoid gebraucht (siehe die Infobox zu ICD-10), welches auf Verfolgungsängste oder Verfolgungswahn hinweist. Die Betroffenen leiden an einer verzerrten Wahrnehmung ihrer Umgebung in Richtung einer feindseligen (im Extrem bösartig verfolgenden) Haltung ihrer Person gegenüber. Die Folgen reichen über ängstliches oder aggressives Misstrauen bis hin zur Überzeugung von einer Verschwörung anderer gegen sich.
Das Spektrum paranoider Reaktionen reicht von neurotischen Formen einer paranoiden Neigung über eine paranoide Persönlichkeitsstörung bis zu schweren psychotischen Ausprägungen. Die neurotische paranoide Persönlichkeit ist durch übertriebene Empfindlichkeit gegenüber Zurückweisung, besondere Kränkbarkeit sowie Misstrauen gekennzeichnet. Sie neigt dazu, Kritik als feindlich oder verächtlich zu interpretieren. Häufig zeigen sich wiederkehrende unberechtigte Verdächtigungen hinsichtlich der sexuellen Treue des Lebensgefährten oder Sexualpartners (Eifersuchtswahn) und streitsüchtiges Bestehen auf eigenen Rechten. Betroffene neigen andererseits zu übertriebener Selbstbezogenheit (ICD-10).

## Überblick
Paranoide Symptome sind sehr vielfältig und treten als Begleiterscheinung vieler Grunderkrankungen auf, darunter Neurosen, Psychosen, wie der Schizophrenie, vielen Persönlichkeitsstörungen und einigen degenerativen Erkrankungen. Die Verlaufsformen sind hier jeweils unterschiedlich. Sie zählen auch zur Symptomatik von Menschen, die lange unter echter oder gefühlter Verfolgung leiden mussten, aber nicht eigentlich psychotisch oder persönlichkeitsgestört sind. Paranoide Symptome können auch als Folge von anderen auslösenden Momenten wie somatischen Agenzien (Wirkstoffen), neurologischen und/oder psychiatrischen Erkrankungen auftreten. Beispiele sind:
- paranoide Persönlichkeitsstörung
- Borderline-Persönlichkeitsstörung
- schizotypische Persönlichkeitsstörung
- schizoaffektive Störung
- Schizophrenie
- Hirntumore
- Hirnschädigungen infolge von Alkoholmissbrauch
- Alzheimer-Krankheit

## Auswirkungen
Der Patient hat das Gefühl, verfolgt zu werden, und entwickelt Verschwörungstheorien. Ein paranoider Mensch glaubt oft, dass andere beabsichtigen, ihn zu schädigen, zu betrügen oder auch zu töten. Oft kann er dafür auch „Beweise“ präsentieren, die für ihn völlig überzeugend scheinen, für Außenstehende dagegen überhaupt nichts besagen. Diese Überzeugungen sind wahnhaft. Der Patient ist durch nichts von ihnen abzubringen, rationale Argumente und Überzeugungsversuche von Außenstehenden haben keinen Erfolg und sind vielmehr kontraproduktiv, da sie das Misstrauen der paranoiden Person nur noch verstärken.
Sofern Paranoia nicht als eigenständiges, sondern als akzessorisches Symptom einer Grundkrankheit erscheint, wie etwa bei paranoider Schizophrenie oder der Bipolaren Störung, kann sie nur im Kontext dieser Erkrankung therapiert werden. Prinzipiell können Psychotherapie, medikamentöse Behandlungen oder sogar Operationen (etwa bei Hirntumoren) notwendig werden.
Das Objekt des Verfolgungswahns ist von Fall zu Fall sehr verschieden. Manchmal wird beispielsweise der Geheimdienst des jeweiligen Landes hinter der Verfolgung vermutet. Die Methoden etwa der Überwachung im wahnhaften Szenario passen sich dabei tendenziell dem jeweils aktuellen Stand der Technik an. Bei Systemwechseln (etwa nach dem Zweiten Weltkrieg oder nach der Wiedervereinigung Deutschlands) wechselt oft auch der vermeintliche Verfolger (etwa Stasi – BND). Hierin zeigt sich, dass der Verfolgungswahn vor allem in einer Normabweichung der Denkvorgänge besteht, während die Denkinhalte variieren können.
Wiederum kann auch organisiertes Handeln wahnhafte Züge annehmen, indem unmäßige Handlungen als unvermeidlich zur Abwehr von möglichen Gefahren konstruiert werden.

## Begriffsgeschichte
Die Bezeichnung Paranoia ist bereits seit der Antike gebräuchlich als allgemeine Bezeichnung für Geistesstörungen. J.C.A. Heinroth verwendet 1818 die Bezeichnung ebenfalls und versucht sie moralphilosophisch als „Unfreyheit des Geistes“ zu definieren, der mit Überspannung (Exaltation) einhergehe, bei dem aber die „Sinnesempfindung“ ungestört sei. Ludwig Snell (1817–1892) berichtete 1865 über Paranoia im Zusammenhang mit Monomanie, „wobei die Gesamtheit des geistigen Lebens überwiegend intakt bleibt“. Erst Emil Kraepelin definierte 1893 mit der 4. Auflage seines Lehrbuchs: „Als Verrücktheit bezeichnen wir die chronische Entwicklung eines dauernden Wahnsystems bei vollkommener Erhaltung der Besonnenheit.“ Damit konnte für Kurt Schneider 1949 die Paranoia in der Schizophrenie aufgehen oder in der Endogenität.
Der klinische Begriff der Paranoia bezieht sich seit Ludwig Snell häufig auf eine multiple Wahnthematik, der auch andere Merkmale beigesellt sein können wie Fanatismus, oder schweres Querulantentum. Diese Psychose zeichnet sich auch „durch die Entwicklung eines einzelnen Wahns oder mehrerer aufeinander bezogener Wahninhalte aus, die im Allgemeinen lange, manchmal lebenslang, andauern; der Inhalt des Wahns oder des Wahnsystems ist sehr unterschiedlich“. Schließlich ist die gravierendste Form, die paranoide Schizophrenie, „durch beständige, häufig paranoide Wahnvorstellungen gekennzeichnet, meist begleitet von akustischen Halluzinationen und Wahrnehmungsstörungen; Störungen der Stimmung, des Antriebs und der Sprache, katatone Symptome [hingegen] fehlen entweder oder sind wenig auffallend“. Bemerkenswerterweise bleiben die kognitiven Fähigkeiten der paranoiden Person erhalten, mit Ausnahme der verzerrten Wirklichkeitswahrnehmung in Bezug auf den Wahntopos. Paranoia als wahnhafte Störung ist wesentlich durch die Präsenz „nicht-bizarrer“ Wahnvorstellungen charakterisiert, die mindestens einen Monat anhalten (DSM-IV-TR). Im Gegensatz zu bizarren könnten diese Befürchtungen im Prinzip real sein, sind es aber regelmäßig nicht. Eine unter wahnhafter Störung leidende Person wurde früher oft „Paranoiker“ genannt.
Primär werden heute fünf Formen unterschieden: In der grandiosen, selbst-überwertigen Richtung sind dies Erotomanie (Liebeswahn) und Größenwahn. Demgegenüber stehen Eifersuchtswahn (pathologische Eifersucht), Verfolgungswahn und somatischer Wahn (Hypochondrie); daneben gibt es eine Mischvariante und einen unspezifischen Typ. Paranoia kann eine eigenständige Pathologie oder auch Symptom anderer Krankheiten sein (etwa Bipolare Störung, Altersdemenz oder organische Hirnschäden, Delirium tremens).
Paranoia als individualpathologisches, psychiatrisches Syndrom ist seit der Mitte des 19. Jahrhunderts gut erforscht worden. Wegweisend war vor allem die Arbeit des deutschen Psychiaters Emil Kraepelin (1856–1926), dessen Lehrbuch der Psychiatrie in der Ausgabe von 1899 die psychotische Ausprägung definierte als „die aus inneren Ursachen erfolgende, schleichende Entwicklung eines dauernden, unerschütterlichen Wahnsystems, das mit vollkommener Erhaltung der Klarheit und Ordnung im Denken, Wollen und Handeln einhergeht“.
Auch Sigmund Freud beschäftigte sich mit der Paranoia. Anhand einer Fallgeschichte, bei der ein Mann (Daniel Paul Schreber) dem Wahn verfallen ist, dass er zu einer Frau umgewandelt werden müsse, um die Welt zu erlösen, entwickelte Freud die These, dass die Paranoia letztlich auf verdrängten sexuellen – in diesem Fall: homosexuellen – Triebimpulsen basiere. Aus psychoanalytischer Sicht gehört die Paranoia zu den Psychosen, deren Symptome (Wahnbildung, Kontaktverlust mit der äußeren Welt, autistisches Verhalten) „teilweise dem Rückzug der Libido von der Außenwelt, teilweise der unvollständigen Wiederherstellung der Objektbeziehungen zuzuschreiben sind.“ Aus dieser Perspektive könnte somit hinter dem Verfolgungswahn im Grunde der unbewusste Wunsch nach der Wiederaufnahme einer verloren gegangenen oder in der Vergangenheit vergeblich ersehnten Liebesbeziehung stehen. Der Verfolgungswahn lässt sich – so der bekannte Psychoanalytiker Robert Wälder – dabei als Projektionsmechanismus interpretieren, der einen Versuch darstellt, die Verbindung zur äußeren Realität wiederherzustellen. Die typischen Weltrettungsphantasien und Größenideen sind eine narzisstische Kompensation, basierend auf einem neuen Ich-Ideal, das ein teilweises Ausleben der verdrängten Triebimpulse bzw. unerlaubter Sexualwünsche im Rahmen eines neu geschaffenen Weltbildes erlauben soll.
Früher wurden mit Paranoia eine allgemeine Geisteskrankheit oder die Paraphrenie (paranoide Verlaufsform der Schizophrenie) bezeichnet. Die Bezeichnung Paraphrenie wird heute noch von der Leonhardschen Klassifikation verwendet als eine der drei systematischen Schizophrenien. Max Wertheimer, der Begründer der Gestalttheorie, hat mit dem deutschen Psychiater Heinrich Schulte ein sozialpsychologisches Modell zum Verständnis der Paranoia vorgeschlagen: Demzufolge wäre die Paranoia als Sonderform des Beziehungswahns zu verstehen – ein Mensch, dem es nicht gelingt, Teil eines Wir zu sein und der diese Kluft zwischen sich und den anderen nicht erträgt, schlägt eine Brücke zu den anderen, indem er sich mit ihnen zumindest in einem „Ersatz-Wir“ von Verfolgern und Verfolgtem verbunden sieht. Dementsprechend wird die Chance auf Heilung auch primär in der Wiederherstellung guter sozialer Beziehungen gesehen. Hierbei handelt es sich allerdings nur um eines der vielen Modelle, die zum Begriff der „Paranoia“ entwickelt wurden.

## Umgangssprachliche und literarische Verwendungen des Begriffs
Trotz der Ernsthaftigkeit von paranoiden Wahrnehmungsstörungen und den oft verheerenden Folgen für die Betroffenen vor allem im sozialen Zusammenleben hält insbesondere der Aspekt des Verfolgungswahns oft als „komisches“ Szenario für Fernsehserien, Verschwörungstheorien oder Spiele her. So gibt es zum Beispiel ein satirisches Pen-&-Paper-Rollenspiel namens Paranoia. Auch in der Literatur findet das Thema sehr oft Platz. Andy Grove, Mitbegründer von Intel, nannte seine geschäftliche Autobiografie Only the paranoid survive (deutsch: Nur die Paranoiden überleben). Bekannt ist auch das Zitat “Just because you’re paranoid doesn’t mean they’re not after you” (deutsch: „Nur weil du paranoid bist, heißt das nicht, dass sie nicht hinter dir her sind.“) Es wird in unterschiedlichen Formulierungen unter anderem Joseph Heller (Catch-22) und Henry Kissinger zugeschrieben und von Kurt Cobain (Territorial Pissings) und Terry Pratchett (Strata) aufgegriffen.

## Behandlung
Bei der Behandlung von paranoidem Wahn und anderer Positivsymptomen werden häufig antipsychotische Medikamente angewendet.  Laut Meta-Analysen kann die Stärke von paranoiden Ideen auch durch kognitive Verhaltenstherapie und Metakognitives Training reduziert werden.